# Веттин (город)
Веттин (нем. Wettin) — район города Веттин-Лёбеюн в немецкой федеральной земле Саксония-Анхальт.
Входит в состав района Заале.
Вплоть до 31 декабря 2010 года имел статус города. В ходе административной реформы 2010 года вошёл в состав новообразованного города Веттин-Лёбеюн, наряду с прежде самостоятельным городом Лёбеюн и восемью другими общинами, до того момента объединёнными в административное управление Залекрайс Норд (упразднено к 01.01.2011).
Население составляет 2076 человек (на 31 декабря 2006 года). Занимает площадь 16,95 км².

## Достопримечательности
- Замок Веттин — родовой замок Веттинов
- Старый город с рядом фахверковых домов, ратушей и церковью св. Николая

## Галерея

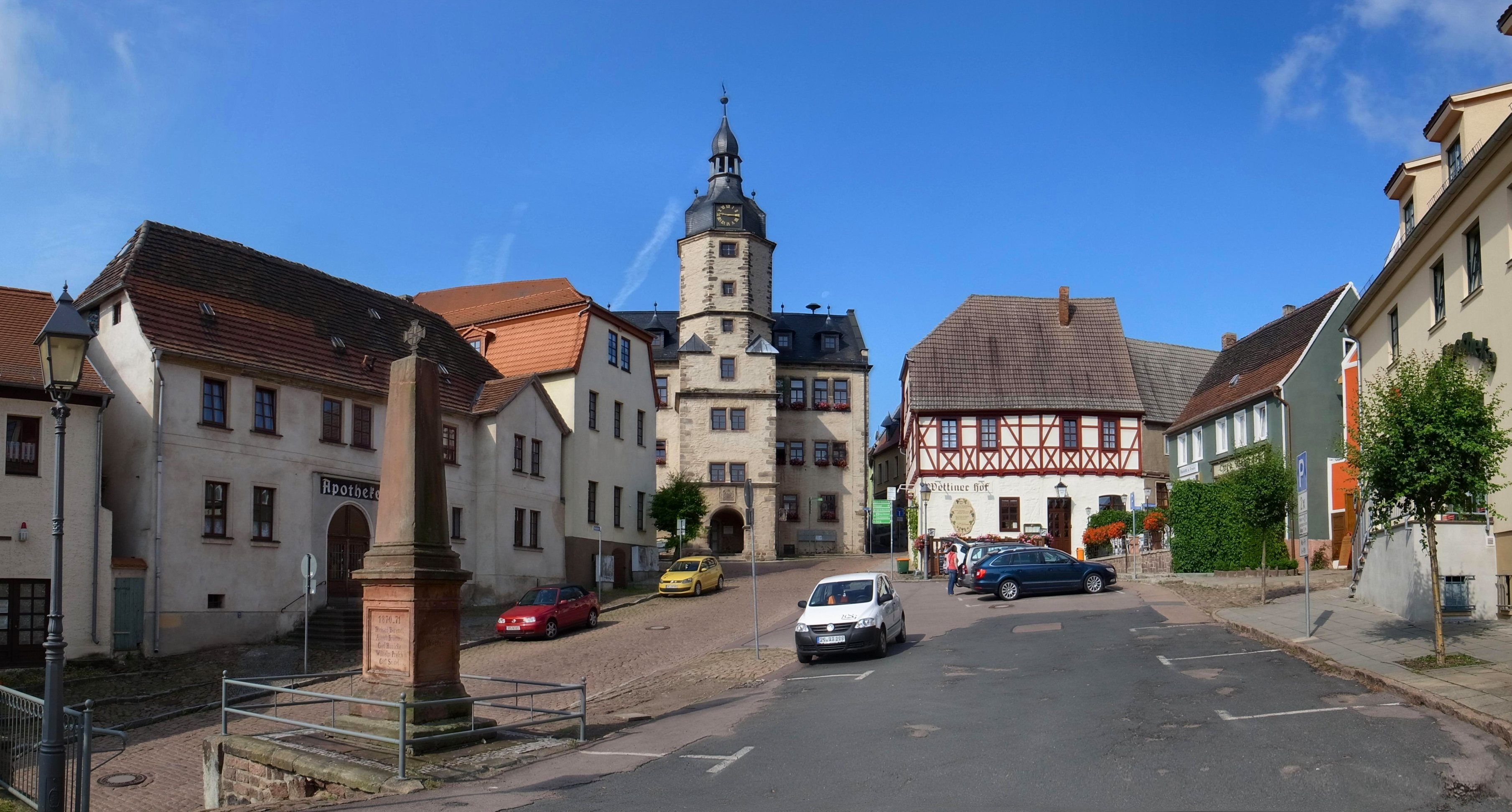
Рыночная площадь и ратуша
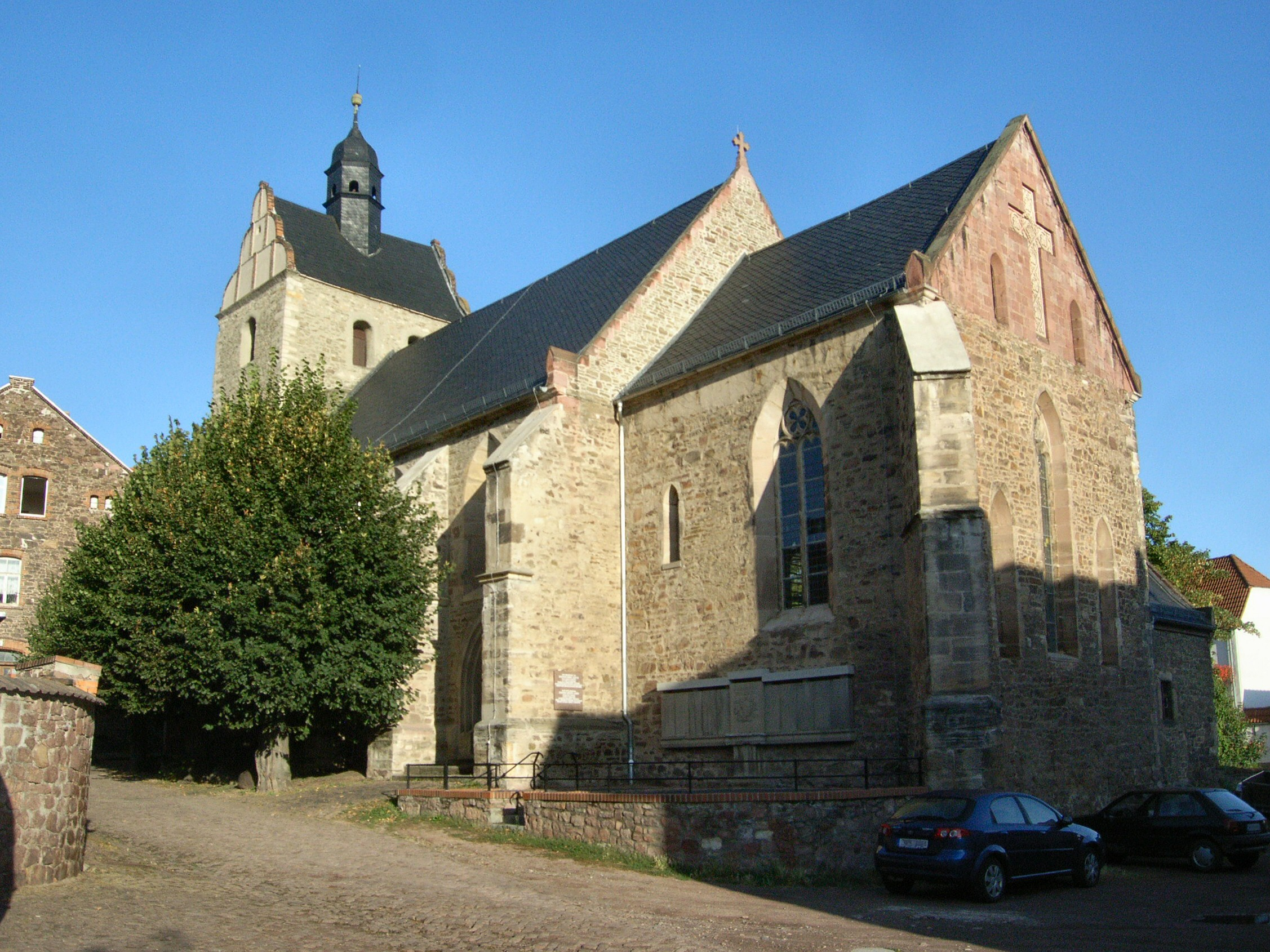
Церковь Св. Николая
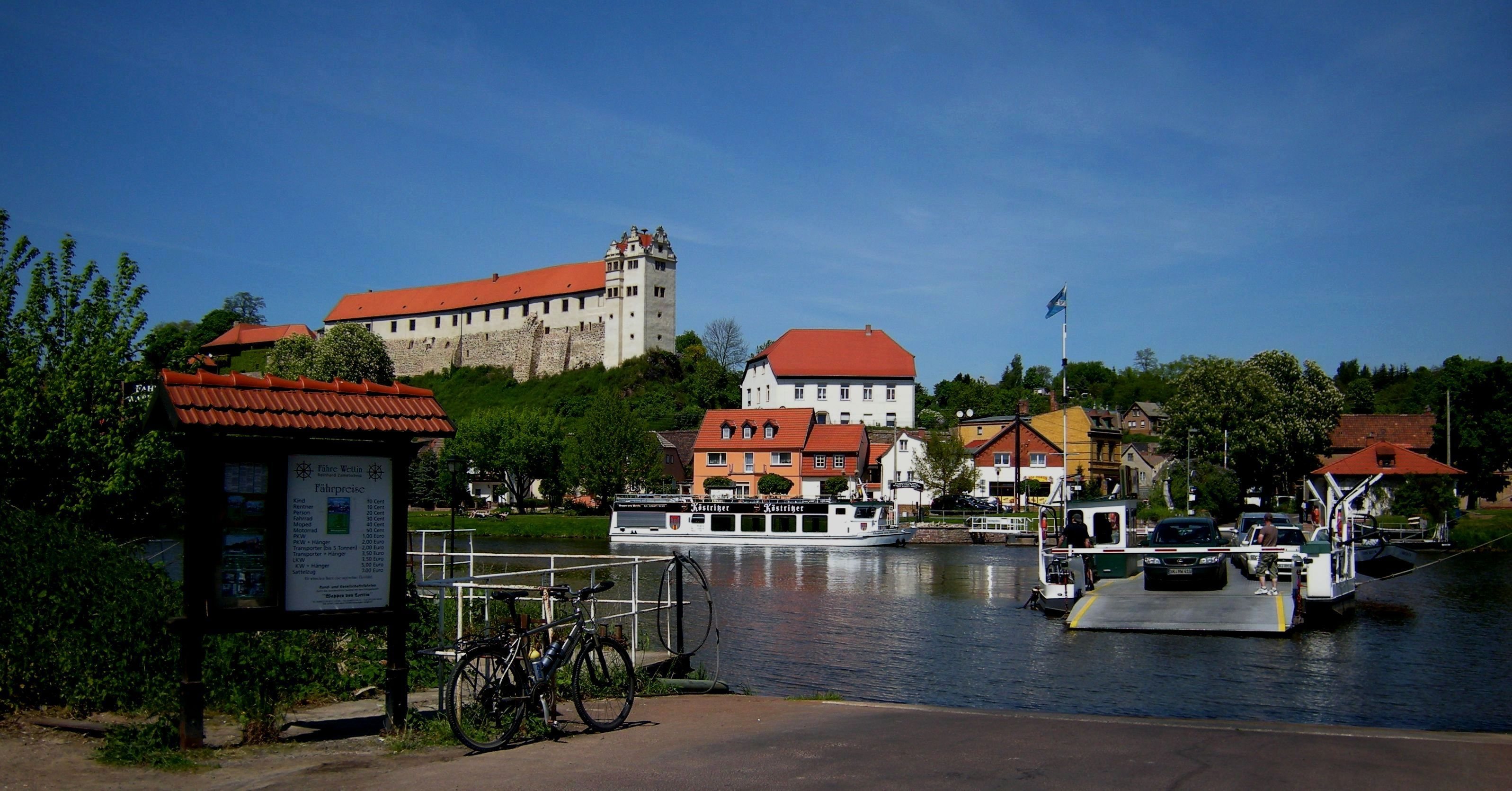
Замок Веттин